# Serdar Berdimuhamedow
Serdar Gurbangulyýewiç Berdimuhamedow, född 22 september 1981 i Asjchabad, är Turkmenistans president sedan den 19 mars 2022, då han efterträdde sin far Gurbanguly Berdimuhamedow.
Berdimuhamedow hade tidigare tjänstgjort i flera andra positioner inom sin fars, Gurbanguly Berdimuhamedows regering. År 2021 blev han en av flera vice ordföranden i Turkmenistans ministerkabinett. Efter att ha erhållit 73 procent av rösterna i presidentvalet i Turkmenistan 2022, som ansågs varken vara fritt eller rättvist, efterträdde han sin fars 15 år långa auktoritära mandatperiod som president.

## Biografi
Serdar Berdimuhamedow föddes den 22 september 1981 i Asjchabad. Han studerade på gymnasiet nr 43 i Asjchabad från 1987 till 1997. Mellan 1997 och 2001 studerade han vid Turkmenska jordbruksuniversitetet och tog examen som ingenjör-teknolog.
Från juli till november 2001 arbetade han i "Directorate for Foreign Economic Relations i Food Processing Association", följt av två års obligatorisk militärtjänst. Från 2003 till 2008 arbetade han åter på Livsmedelsförädlingsföreningen på frukt- och grönsaksavdelningen och på alkoholfria öl- och vinavdelningen.
Mellan 2008 och 2011 studerade Berdimuhamedow vid det ryska utrikesministeriets diplomatiska akademi och fick ett diplom i internationella relationer. Under denna period utsågs han också till Turkmenska ambassaden i Moskva som ambassadrådgivare. Från 2011 till 2013 studerade han vid Genèves centrum för säkerhetspolitik och tog en doktorsexamen i europeiska och internationella säkerhetsfrågor. Han tilldelades samtidigt Turkmenska uppdraget till FN i Genève som rådgivare vid ambassaden.
Från augusti till december 2013 var han chef för den europeiska avdelningen vid det turkmenska utrikesministeriet. Från 2013 till 2016 var han biträdande direktör för Statens byrå för förvaltning och användning av kolväteresurser. Från 2016 till 2017 var han ordförande för avdelningen för internationell information vid det turkmenska utrikesministeriet.
Den 18 augusti 2014 försvarade Serdar Berdimuhamedow en avhandling vid Turkmenska vetenskapsakademin för att få graden av kandidat för vetenskap. I juli 2015 doktorerades han i tekniska vetenskaper.
Han utsågs ofta som "nationens son" av statliga medier i Turkmenistan.

## Militärtjänst
Berdimuhamedow gjorde två års obligatorisk militärtjänst från 2001 till 2003. Den 27 oktober 2017 befordrades Berdimuhamedow från majors grad till överstelöjtnant, ceremonin sändes på nationell tv. Hans tjänstegren är okänd, men den 7 mars 2021 visades han på nationell tv i uniform tillhörande Turkmenistans väpnade styrkor. Samma video visade honom bära axelklaffar som indikerade överstes grad, och ett dekretet som tilldelade honom hederstiteln "försvarare av hemlandet Turkmenistan" kallade honom överste.

## Politisk karriär

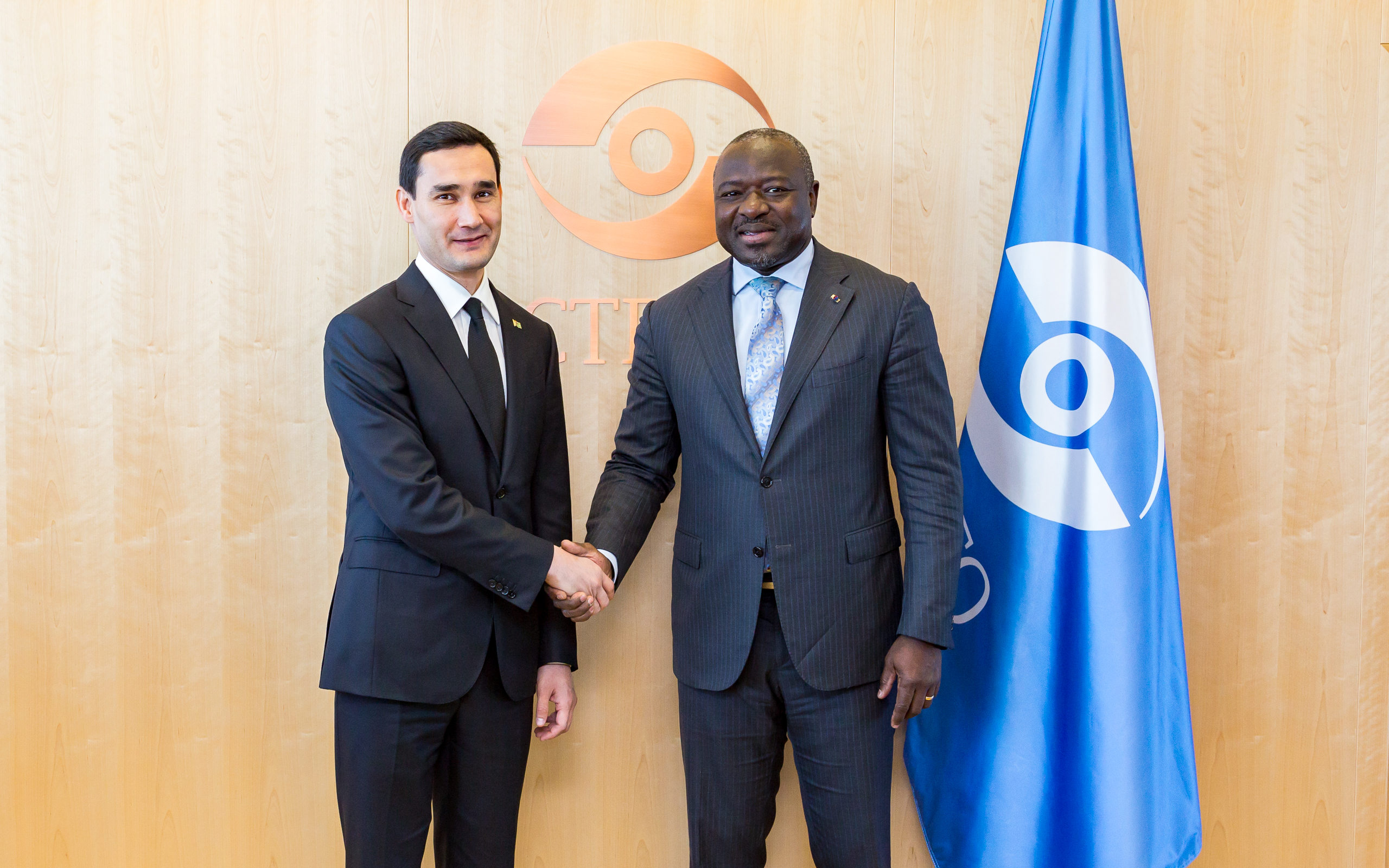
Serdar Berdimuhamedov på ett artighetsbesök hos verkställande sekreteraren för organisationen för omfattande kärnprovsförbud, 3 juli 2018.

I november 2016 utsågs Berdimuhamedow till representant för det 25:e distriktet, i Dushak, en stad i provinsen Achal. I mars 2018 omvaldes han till Turkmenistans Mejlis med över 90 % av de avgivna rösterna i sitt distrikt. Han var ordförande i utskottet för lagstiftning och normer från och med mars 2017.
Berdimuhamedow hamnade i det politiska rampljuset efter att han utsågs till biträdande utrikesminister i mars 2018. I januari 2019 flyttades Berdimuhamedow till posten som vice guvernör i Ahal-provinsen, den region där större delen av den turkmenska eliten bor. I juni 2019 upphöjdes Berdimuhamedow till guvernör (häkim) i Ahal-provinsen. I februari 2020 utsågs Berdimuhamedow till minister för industri och byggmaterial i Turkmenistan.
Den 11 februari 2021 befordrades Berdimuhamedow till vice ordförande i Ministerkabinettet för innovation och digitalisering, en ny post. Han utsågs samtidigt till statens säkerhetsråd och ordförande för Turkmenistans högsta kontrollkammare. Den 9 juli 2021 entledigades Berdimuhamedow från sina poster i statens säkerhetsråd och högsta kontrollkammaren, och som vice ordförande tilldelades han ekonomi- och finansportföljen med specifikt ansvar för "ekonomiska frågor och bankfrågor och internationella finansiella organisationer".
Han är ordförande i Turkmenska Alabay Dog Association och ordförande för International Ahal Teke Horse Breeding Association.

## Ordförandeskap (2022– )

### Val
Det bekräftades i februari 2022 att Berdimuhamedow ställde upp för ett tidigt presidentval den 12 mars, vilket underblåste spekulationer om att han skulle bli efterträdaren till sin far som President i Turkmenistan. Han vann valet med 72,97 % av rösterna, och blev sin fars efterträdare som president, och etablerade en politisk dynasti. Valet sågs av många internationella observatörer som varken fritt eller rättvist.

### Tillträde
Serdar tillträdde den 19 mars på Ruhyýetpalatset. Han svor en ed till folket på Turkmenistans konstitution och Koranen. Han överlämnades sedan presidentens ämbetsmärke av turkmenska äldste. Från palatset körde Berdimuhamedow, åtföljd av en beriden eskort, till Galkynysh Square och sedan till Oguzhan Presidential Palace Complex där Turkmenistans väpnade styrkor utförde en militärparad. Vice premiärminister och sekreterare i Turkmenistans statliga säkerhetsråd Çarymyrat Amanow rapporterade till Berdimuhamedow. Senare samma dag gavs en officiell mottagning på publikcentret i Turkmenistan. En festlig Sadaqa gavs också i Hazret Omar-moskén.

### Regeringens politik
Den 25 mars tillkännagav han den nya sammansättningen av sitt kabinett. Den enda nya regeringsmedlem han utsåg var Muhammetguly Muhammedow, som ersatte honom som vice ordförande för ministerkabinettet för ekonomi och finanser. Enligt vissa tänker han ersätta utrikesministern och de facto vicepresidenten i Turkmenistan Raşit Meredow med Esen Aydogdyev, rektor för International University of Humanities and Development.

### Utrikespolitik

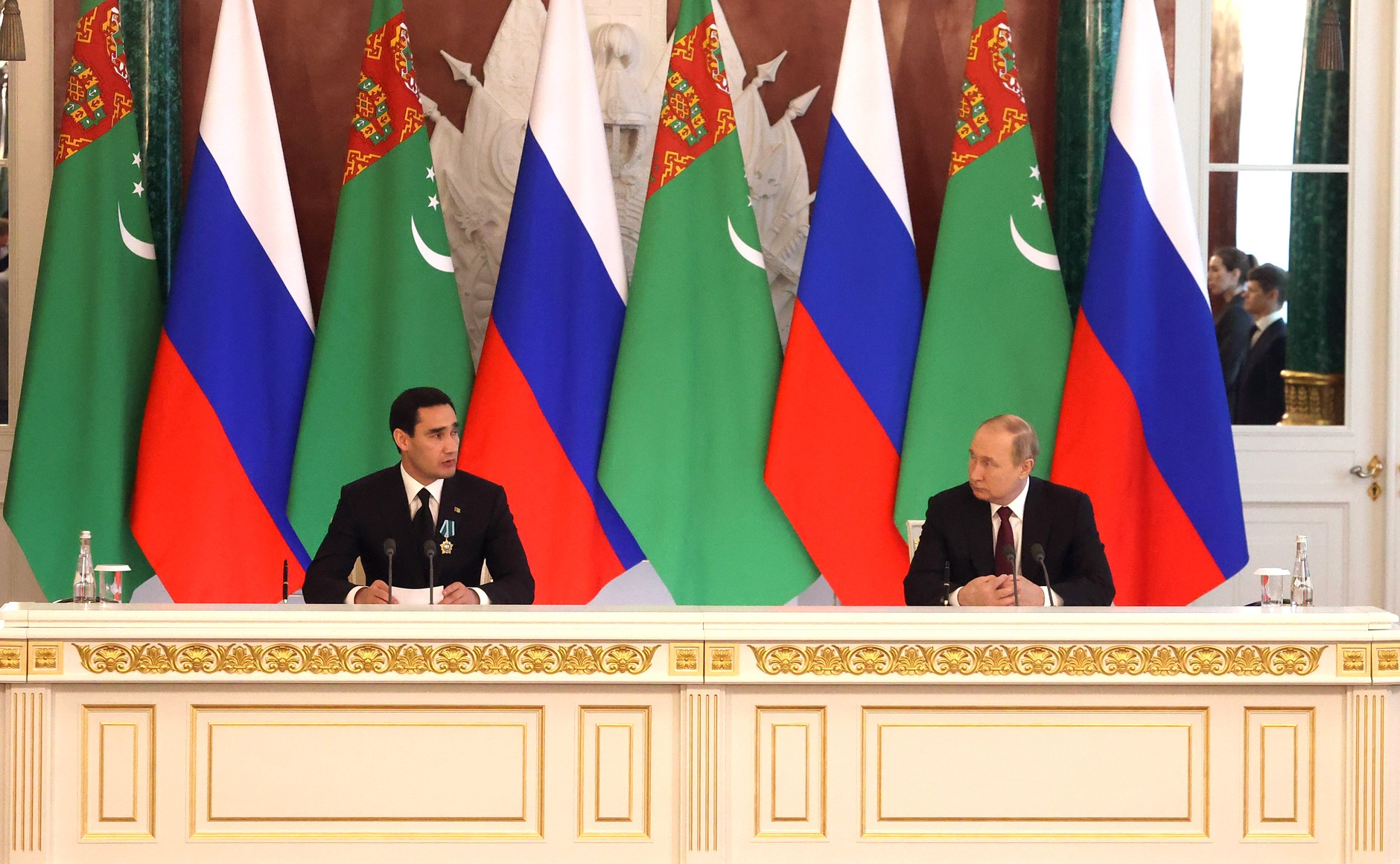
Berdimuhamedow och Rysslands president Vladimir Putin i Moskva den 10 juni 2022.

På den första dagen av sitt presidentskap accepterade Berdimuhamedow Fazal Muhammad Sabirs meriter, vilket gjorde Turkmenistan till det första landet i Centralasien som accepterade diplomaterna från Afghanistans talibanregering. Indiens före detta president Ram Nath Kovind gjorde ett statsbesök i Turkmenistan den 1–4 april, vilket markerade Indiens presidents första besök i Turkmenistan och den första utländska statschefen som togs emot av Berdimuhamedow. De två ledarna diskuterade utökat handels- och energisamarbete. President Berdimuhamedow gjorde sitt första utlandsbesök, i Saudiarabien, den 1–2 juni. Senare samma månad gjorde han besök i Ryssland och Iran, vid besöket i det senare använde han den första Aurus Senat-limousinen som köptes av den turkmenska regeringen.
| Stad och land                            | Datum              | Värd                               | Anteckningar  |
| ---------------------------------------- | ------------------ | ---------------------------------- | ------------- |
| Mecka och Medina, Saudiarabien           | 1–2 juni 2022      | Guvernör Khalid bin Faisal Al Saud | Privat besök. |
| Moskva, Ryssland                         | 10 juni 2022       | President Vladimir Putin           | Statsbesök.   |
| Teheran, Iran                            | 15 juni 2022       | President Ebrahim Raisi            | Statsbesök.   |
| Tasjkent och Khorazm Vilayat, Uzbekistan | 14–15 juli 2022    | President Shavkat Mirziyoyev       | Statsbesök.   |
| Tjolpon-Ata, Kirgizistan                 | 21 juli 2022       | President Sadyr Japarov            | Affärsbesök.  |
| Samarkand, Uzbekistan                    | 15 september 2022  | President Shavkat Mirziyoyev       | Affärsbesökt. |
| Astana, Kazakstan                        | 14–15 oktober 2022 | President Qasym-Zjomart Toqajev    | Statsbesök.   |

### Nationell säkerhetspolitik
Under ett möte i det statliga säkerhetsrådet i början av april avlägsnade han också överste general Çarymyrat Amanow från posten som sekreterare för Turkmenistans statssäkerhetsråd till förmån för chefen för försvarsministeriet, Begench Gundogdyev, på grund av Amanows "övergång till ett annat jobb". Han avskaffade också Amanows samtidiga tjänst som vice ordförande i kabinettet med ansvar för säkerhet, militär och rättvisa. Han ersatte också inrikesministern, överste Öwezdurdy Hojanyýazow, med överste Muhammet Hydyrow, på grund av "brister" och "olämplig kontroll över allmän ordning, trafiksäkerhet samt aktivitet hos lokala representanter för polisen."

## Utmärkelser

### Dekoration
- Orden av "Garaşsyz Türkmenistana bolan beýik söýgüsi üçin" ("För stor kärlek till det oberoende Turkmenistan")
- "Mälikguly Berdimuhamedow"-medalj
- Jubileumsmedalj "Türkmenistanyň Garaşsyzlygynyň 25 ýyllygyna" ("25 år av Turkmenistans självständighet")[60]
- Jubileumsmedalj "Türkmenistanyň Bitaraplygynyň 25 ýyllygyna" ("25 år av Turkmenistans neutralitet")[29]

### Utländska utmärkelser
- Ryssland – Vänskapsorden (2022)[61]

### Hederstitlar
- "Türkmenistanyň Watan goragçysy" (2021) ("Försvarare av Homeland Turkmenistan")[11]
- "Türkmenistanyň at gazanan itşynasy" (2021) ("Meriterande hunduppfödare från Turkmenistan")[62][63]

## Privatliv
Berdimuhamedow är gift och har fyra barn. En klasskamrat vid den ryska diplomatiska akademin beskrev honom som jämn och anspråkslös. Instruktörer och andra klasskamrater ska ha beskrivit honom som "blygsam, lyhörd, artig och lugn."
Berdimuhamedov talar turkmeniska, ryska och engelska.
Den 30 maj 2022 tilldelades Berdimuhamedovs mamma Ogulgerek Berdimuhamedova titeln Honored Carpet Weaver of Turkmenistan för sina många år på mattfabriken i staden Geok Tepe. Den 1–2 juni 2022 gjorde han sitt första utlandsbesök i Saudiarabien, där han och hans son framförde Umra.

## Anteckningar
1. ↑  turkmenskt uttal: [θɛɾdɑɾ ɢʊɾbɑnʁʊˈlɯjɛβɪtʃ bɛɾdɯmʊxɑmɛˈdoβ]; ryska: Сердар Гурбангулыевич Бердымухамедов, ryskt uttal: [sʲɪrˈdar ɡʊrbənɡʊˈɫɨ(j)ɪvʲɪt͡ɕ bʲɪrdɨmʊxɐˈmʲedəf]